# Вератік (Яловенський район)
Вератік (рум. Văratic) — село в Яловенському районі Молдови. Утворює окрему комуну.